# 格尔奇河谷高架桥
格尔奇河谷高架桥（德語：Göltzschtalbrücke）是一條位於德國的鐵路橋，是世界最長磚造橋樑，並曾成為世上最高的鐵路橋。高架桥位於萨克森州福格特兰地区赖兴巴赫米劳和内奇考之間，橫渡了格爾奇河。橋樑在1846至1851年間修建，為萨克森到巴伐利亞鐵路的一部份，目前屬於萊比鍚—霍夫線的一部份。橋樑南方10公里處，亦有一條造型相似的埃尔斯特高架橋。
1938年修建的另一條橋亦同樣名為格尔奇河谷高架桥，屬於德国72号高速公路的一部份。

## 歷史
建造這橋樑最大挑戰之一是如何橫渡格爾奇奇河谷。薩克森—巴伐利亞鐵路公司希望能找出一個財政上可行的建造方案，於是在1845年1月27日在各德意志主流雜誌上登廣告，給於中標者1,000塔勒。可是共81份標書中，沒有一份能通過结构分析證明橋樑能支持火車通過。這獎金最終由4個參賽者瓜分，但沒有一項計劃能最終實現。
評審團主席约翰·安德烈亚斯·舒伯特有見及此，便運用他剛學的结构分析知識，自己設計了一條橋樑，靈感來自遞交的標書和位於洛伊布尼茨，於1845年完工的高架橋，使格爾奇河谷高架橋成為首上首個完成结构分析的橋樑。橋樑設計主要是由磚塊組成，在當時是一個不普遍的造橋材料；這是因為該地周遭是壤土豐度高，能夠快速和低成本地生產磚塊，只有橋樑主要部位才採用花崗岩。
高架橋在1846年5月31日正式動工，動工後橋樑設計只作出一次修工。格爾奇河谷高架橋在當時是一項工程奇蹟，位於鐵路沿線，接近20家磚廠每天生產5萬瑰28×14×6.5（11.0×5.5×2.6英寸）磚頭，每個拱位的腳手架都是度身訂造，共耗用了23,000個樹幹。總計有1,736名工人參與橋樑建造，共31個工地設施。高架橋最終在1851年7月15日完工，成為了當時最高的鐵路橋，至今仍保持世界上最大的磚造橋紀錄。